# Kunemann Flinsbach
Kunemann Flinsbach, auch Cunmannus Flinsbachius (* 24. Juni 1527 in Bergzabern; † 11. September 1571 in Zweibrücken), war ein deutscher lutherischer Theologe und Reformator.

## Leben
Kunemann Flinsbach war ein Sohn „des gottesfürchtigen und nicht ungebildeten“ Jakob Flinsbach. Sein Großvater, Peter Flinsbach, Verwandter Melanchthons, war der erste Lehrer in Bergzabern und später Schreiber ebendaselbst. Nach dem Besuch der Schule in Bergzabern setzte er seine Studien als Gymnasiast in Straßburg fort. Bei Johannes Sturm lernte er Latein, bei Johann Winter von Andernach (Johannes Guinterius Andernacus) Griechisch und bei Paul Fagius Hebräisch.
Am 29. Mai 1546 wurde er an der Universität Wittenberg als Stipendiat des Fürsten von Pfalz-Zweibrücken immatrikuliert. Unter der Leitung Melanchthons studierte er Theologie, Sprachen, Geschichte, Mathematik und Physik. Bereits 1549 legte er das Magister-Examen ab. Danach war er zunächst zwei Jahre in Wittenberg Privatlehrer. Als infolge der Pest die Universität in Wittenberg geschlossen wurde, kehrte er nach Straßburg zurück. Auf Empfehlung von Melanchthon wurde er 1552 vom Fürsten von Zweibrücken als zweiter Pfarrer neben Michael Hilsbach nach Zweibrücken berufen. Nach dem Tode von Hilsbach im Jahre 1570 wurde er erster Pfarrer. Das Amt des Superintendenten hatte er bis zu seinem Tode inne.
Er wurde nach Mömpelgard und in das Hanauische als Reformator des Kirchenwesens berufen.
Pfalzgraf Wolfgang schickte Flinsbach 1559 nach Trier zur Unterstützung der evangelischen Bewegung von Caspar Olevian. Er konnte jedoch nicht verhindern, dass alle evangelischen Trierer Bürger bis zum 27. Dezember 1559 die Stadt verlassen und in die Verbannung gehen mussten. Erst 1784 mit dem Toleranzedikt des aufgeklärten Kurfürsten Klemens Wenzeslaus wurde Evangelischen unter gewissen Beschränkungen wieder der Aufenthalt in Trier gestattet.
Flinsbach war seit 1553 regelmäßig Visitator. Nachdem 1559 die hintere Grafschaft Sponheim dem Fürstentum Zweibrücken zugefallen war, führte er 1560 im Auftrag von Pfalzgraf Wolfgang die Visitation in dieser durch.
Flinsbach starb im Alter von 44 Jahren nach einer Visitationsreise nach Veldenz an die Mosel an einer Vergiftung. Es ging das Gerücht, diese habe ihm vermutlich ein katholischer Geistlicher zugefügt.
In der Wand der Sakristei der Alexanderskirche in Zweibrücken setzte man ihm mit einer Inschrift ein Denkmal aus Stein. Dieses wurde jedoch im Zweiten Weltkrieg zerstört.
Flinsbachs erste Ehefrau (Heirat am 30. Oktober 1553) hieß Catharina. Diese war sehr wahrscheinlich die Tochter von Peter Keßler, auch wenn gelegentlich zu lesen ist, dass sie die Tochter des Schultheißen Hans Wirt gewesen sei. Nachdem seine erste Frau im Oktober 1564 wahrscheinlich an der Pest verstorben war (beigesetzt am 2. Oktober 1564 in Zweibrücken), heiratete er am 12. Februar 1565 in Zweibrücken in zweiter Ehe Magdalena, die Witwe des Heinrich Hutmacher (der ebenso wie fünf Kinder im September 1564 an der Pest gestorben war). Aus dieser zweiten Ehe stammte u. a. der Sohn Johann Gallus Flinsbach (~ 27. Januar 1566 in Zweibrücken), der Mediziner wurde.

## Schriften
- Confirmatio ..., Straßburg 1552
- Underweisung ..., Straßburg 1555
- Zweibrücker Kirchenordnung von 1559
- Chronologia, Straßburg 1567
- Genealogia Christi, Basel 1567